# Josine Koning
Pour les articles homonymes, voir Koning.
Josine Koning est une joueuse néerlandaise de hockey sur gazon née le 2 septembre 1995 à Amersfoort. Elle a remporté avec l'équipe des Pays-Bas la médaille d'or du tournoi féminin aux Jeux olympiques d'été de 2020 à Tokyo.